# Lode Frank Brakel
Lode Frank Brakel, geb. Jut (* 28. September 1940 in Amsterdam; † 4. Juni 1981 in Hamburg), war ein niederländischer Sprachwissenschaftler.

## Leben
Er kam 1940 in Amsterdam als Sohn von Nathan Jut und Rika Zwarts in einer Familie jüdischen Glaubens zur Welt. Seine Eltern starben 1943 in Sobibor. Ende der 1950er Jahre wurde er von einer Schwester seiner Mutter und dessen Ehemann adoptiert, wodurch er deren Nachnamen Brakel erhielt. Er studierte an der Universität Leiden zunächst semitische Sprachen bis zum Bachelorabschluss. Danach absolvierte er ebenda ein Studium der Indonesienkunde, das er 1965 mit einem Master-Äquivalent abschloss. Ab 1966 lehrte er an der indonesischen Fakultät der Monash University, unterbrochen von einer Gastprofessur in Berkeley (1973/1974) und der Promotion zum Dr. phil. in Leiden 1975. Von 1979 bis 1981 lehrte er in Hamburg als Professor für Austronesische Sprachen und Kulturen. Dort war er Direktor des Seminars für Indonesische und Südseesprachen. 1981 starb er in Hamburg im Alter von 40 Jahren an einer Krankheit.
Brakel beherrschte neben den wichtigsten europäischen Sprachen auch Hebräisch, Arabisch und Persisch in Wort und Schrift. Als Wissenschaftler lag sein Schwerpunkt bei der indonesischen und malaiischen Sprache, er war aber auch mit Javanisch und Acehnesisch vertraut. Er erkannte früh die Bedeutung des Strukturalismus, dessen Einfluss sich in einiger seiner Schriften und Übersetzungen zeigt. Sein Hauptwerk ist eine zweibändige Ausgabe (Original/Übersetzung) des malaiischen Werkes Hikayat Muhammad Hanafiyyah, das die Geschichte von Muhammad ibn al-Hanafīya thematisiert. Beide Bände wurden in die Bibliotheca Indonesia aufgenommen.
Lode Frank Brakel war mit Clara Brakel-Papenhuyzen (1942–2022) verheiratet, welche sich insbesondere mit darstellender Kunst (Tanz), Sprachen und Kultur in Südostasien, Kontinentalasien und dem Nahen Osten beschäftigte.

## Schriften (Auswahl)
- The Hikayat Muhammad Hanafiyyah. A medieval muslim-malay romance. Den Haag 1975, ISBN 90-247-1828-7.
- The story of Muhammad Hanafiyyah. A medieval Muslim romance. Den Haag 1977, ISBN 90-247-2010-9.
- als Herausgeber mit G. W. J. Drewes: The poems of Hamzah Fansuri. Dordrecht 1986, ISBN 90-6765-080-3.